# بنه واجینا
بنه واجینا (به ایتالیایی: Bene Vagienna) یک کومونه در ایتالیا است که در استان کونیو واقع شده‌است.

## خصوصیات
بنه واجینا ۴۸٫۹ کیلومترمربع مساحت و ۳٬۶۵۲ نفر جمعیت دارد و ۳۴۹ متر بالاتر از سطح دریا واقع شده‌است.